# Ronnie James Dio
Ronald James Padavona (Portsmouth, New Hampshire, 10. srpnja 1942. – Houston, Teksas, 16. svibnja 2010.) je bio talijansko-američki heavy metal-pjevač i tekstopisac. U svojoj glazbenoj karijeri dugoj gotovo pet desetljeća, najpoznatiji je po radu u sastavima Black Sabbath, Rainbow, Heaven & Hell, Elf, te vlastitom Dio. Smatra ga se jednim od najutjecajnijih heavy metal glazbenika, te također i zaslužnim za populariziranjem pozdrava "đavoljih rogova". Preminuo je u 67. godini života, šest mjeseci nakon što mu je dijagnosticiran rak želudca.

## Sastavi
- The Vegas Kings (1957. – 1958.)
- Ronnie & The Rumblers (1958.)
- Ronnie and the Red Caps (1958. – 1961.)
- Ronnie Dio and the Prophets (1961. – 1967.)
- The Electric Elves (1967. – 1969.)
- The Elves (1969. – 1970.)
- Elf (1970. – 1975.)
- Rainbow (1975. – 1979.)
- Black Sabbath (1979. – 1982.)
- Dio (1982. – 2010.)
- Black Sabbath (1991. – 1992.)
- Dio (1993. – 2010.)
- Black Sabbath (2006.)
- Heaven & Hell (2006. – 2010.)

## Vanjske poveznice
|  | Zajednički poslužitelj ima još gradiva o temi Ronnie James Dio |

- Službena stranica